# 2007年1月广东

## 1月30日
- 朱小丹当选为广州市人大常委会主任，张广宁获得广州市市长的连任。新华网

## 1月29日
- 新华网报道，至2006年底，广东有境内上市公司162家，总市值突破1万亿元，境内上市公司总数位居中国大陆第一。新华网

## 1月25日
- 新华网报道，广东省2006年实现GDP总值为25968.55亿元，增长率为14.1%，GDP总量占中国大陆约1/8。新华网

## 1月20日
- 蔡宗泽当选为汕头市人民政府市长。新华网

## 1月13日
- 2007年度春运，中国大陆首趟农民工返乡专列在广州火车站首发。新华网

## 1月7日
- 一艘自珠海出发的渔船在香港西南面的的南中国海水域沉没，粤港救援人员联合救援，7人被救起，其中3人送院前死亡，另有2人失踪。 香港明报

## 1月3日
- 位于广州天河区的天河城西塔楼进行爆破拆除。新华网

## 1月1日
- 涉嫌佛山去年12月28日发生的6人被害凶杀案的疑犯黄文义被广州警方抓获。新华网

## 按月存档的广东新闻动态
- 2006年：3月、4月、5月、6月、7月、8月、9月、10月、11月、12月
- 2007年：1月、2月
- 2008年
- 2009年：8月